# Lat
Pour les articles homonymes, voir LAT.
Lat, de son vrai nom Mohammad Nor Khalid (né en 1951 à Kota Baru) est un auteur malaisien de bande dessinée. Il est une célébrité en son pays depuis la publication dans les années 1970 de Kampung Boy.

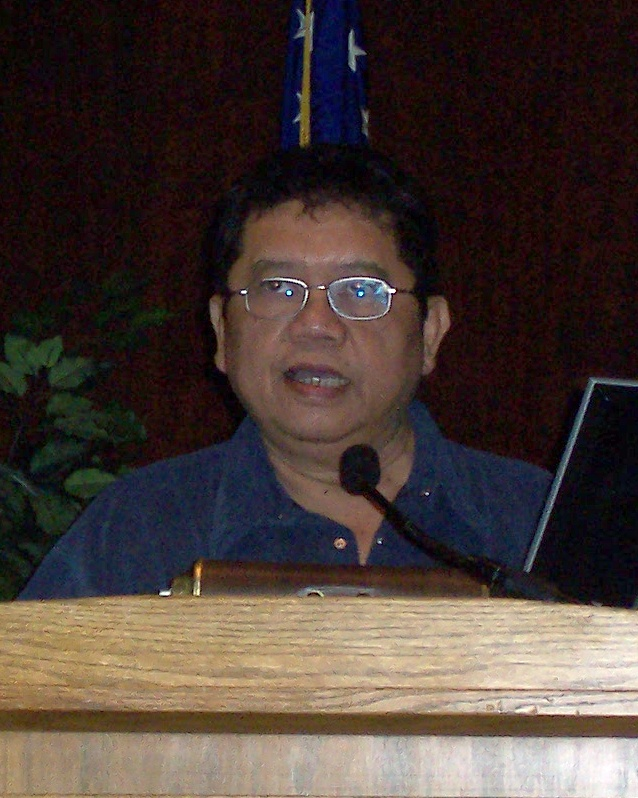
Lat en 2007

## Biographie
Depuis ses treize ans, Mohammad Nor Khalid publie sous le pseudonyme Lat des illustrations dans les revues malaisiennes Majallah Filem et Movie News. Ses premières bandes dessinées publiées sont Tiga Sekawan (Les Trois Amis) puis Keluarga Si Mamat, dans Berita Minggu, à partir de 1968.  
Ayant appris l'anglais à 11 ans à l'école, il tente ensuite d'entrer au New Straits Times, le principal quotidien anglophone du pays, mais celui-ci a déjà assez de dessinateurs de presse. Quatre années durant, il s'occupe de la rubrique des faits divers. En 1974, le rédacteur en chef, ayant apprécié les dessins et bandes dessinées publiés par Lat dans d'autres journaux de moindre importance, nomme Lat directeur éditorial de sa section illustrée. L'auteur y crée Scenes of Malaysian Life, reportages dessinés mêlant considérations sociales et politiques à l'humour. Illustrateur vedette du journal, ses dessins sont publiés chaque année en recueil et sont très bien accueillis.
Cependant, c'est en 1979 avec Kampung Boy que Lat acquiert la célébrité. Dans cet album, Lat évoque sa jeunesse dans le village traditionnel de Kota Baru, avant qu'il ne devienne l'une des plus grandes villes du pays. Alors que la Malaisie commençait à entamer sa modernisation, l'évocation nostalgique, détaillée et humoristique de la vie d'un petit garçon dans les années 1950 passionne. La simplicité apparente du trait, recelant un talent de caricaturiste certain rend l'histoire accessible à tous. Les 100 000 exemplaires vendus depuis 1979 en font le plus grand succès de la bande dessinée locale. Un film et une série d'animation en sont tirés.
En 1984, Lat profite de son succès pour quitter son poste au New Straits Time et devenir indépendant. Ses bandes dessinées et dessins ont toujours autant de succès, il est très demandé par la publicité. Cependant, son œuvre reste peu connue hors du monde anglophone sud-asiatique. En France, s'il est évoqué par Thierry Groensteen dès 1987 dans Les Cahiers de la bande dessinée, il faut attendre 2003 pour qu'un album, Kampung Boy, soit traduit.

## Œuvres publiées

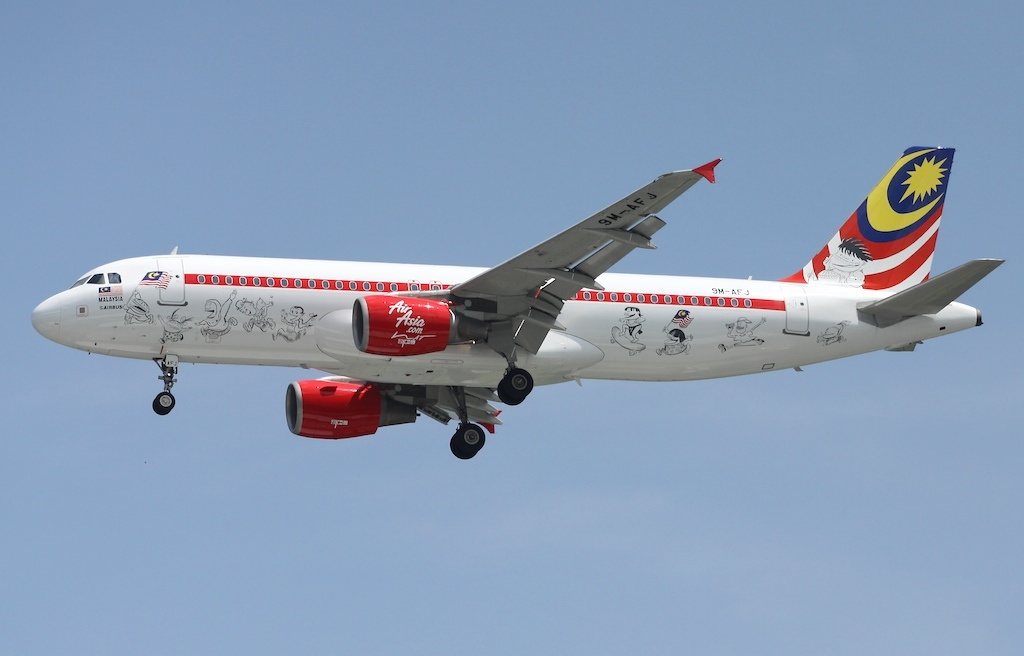
Avion d'AirAsia décoré de personnages de Lat (2009)

### Bande dessinée

#### Albums en anglais
- Kampung Boy, Berita Publishing, 1979. Publié aux États-Unis en 2006 par First Second Books.
- Town Boy, Berita Publishing, 1981. Publié aux États-Unis en 2007 par First Second Books.
- Kampung Boy Yesterday and Today, Berita Publishing, 1993.

### Albums en français
- Kampung Boy, Tête Rock Underground, coll. « Ailleurs », 2003.
- Town Boy, Tête Rock Underground, coll. « Ailleurs », 2006.

### Dessin de presse

#### Recueils en anglais
- Lots of Lat, Berita Publishing, 1977.
- Lots More Lat, Berita Publishing, 1977.
- Lat's Lot, Berita Publishing, 1978.
- With a little bit of Lat, Berita Publishing, 1980.
- Lat and his Lot again, Berita Publishing, 1983.
- It's a Lat, Lat, Lat, Lat World, Berita Publishing, 1985.
- Lat and Gang, Berita Publishing, 1987.
- Lat with a punch, Berita Publishing, 1988.
- Better Lat than never, Berita Publishing, 1989.
- Lat 30 years later, Kampung Boy, 1994.
- Lat was here, Berita Publishing, 1995.
- Lat gets lost, Berita Publishing, 1996.
- Lat at large, Berita Publishing, 1999.
- Dr Who ?, Berita Publishing, 2006.

#### Recueils en malais
- Mat Som oleh Lat, Kampung Boy, 1989

## Distinctions
- Prix de la culture asiatique de Fukuoka en 2002